# William Hastie
William Hastie, Wasilij Iwanowicz Hastie (ros. Василий Иванович Гесте,  ur. w 1753, lub 1763 w Szkocji, zm. 4 czerwca 1832 w Carskim Siele) – rosyjski architekt, inżynier budownictwa i urbanista szkockiego pochodzenia.
Od 1810 roku architekt brał udział w projektowaniu i budowie większości miejskich budowli w Rosji.
W 1812 roku po wielkim pożarze w Moskwie, który zniszczył trzy czwarte miasta, Hastie jako pierwszy zaproponował szczegółowy plan odbudowy i rewitalizacji miasta. Jego plan został jednak odrzucony.
William Hastie jest autorem wielu mostów wybudowanych w Petersburgu, były to także pierwsze żeliwne mosty w mieście, m.in.:
- Most Pocełujewa
- Zielony Most
- Niebieski Most
- Czerwony Most